# Dreiländerspitze
Dreiländerspitze – szczyt w paśmie Silvretta, w Alpach Retyckich. Na szczycie tym krzyżują się granice trzech krajów: Szwajcarii (Gryzonia), Vorarlbergu (kraj związkowy Austrii) i Tyrolu (kraj związkowy Austrii). Od tego faktu pochodzi nazwa szczytu, która znaczy "szczyt trzech krajów".
Pierwszego wejścia, w 1870 r., dokonali Th. Petersen, O. Morell i D. Barbeuda.